# Erste Bank

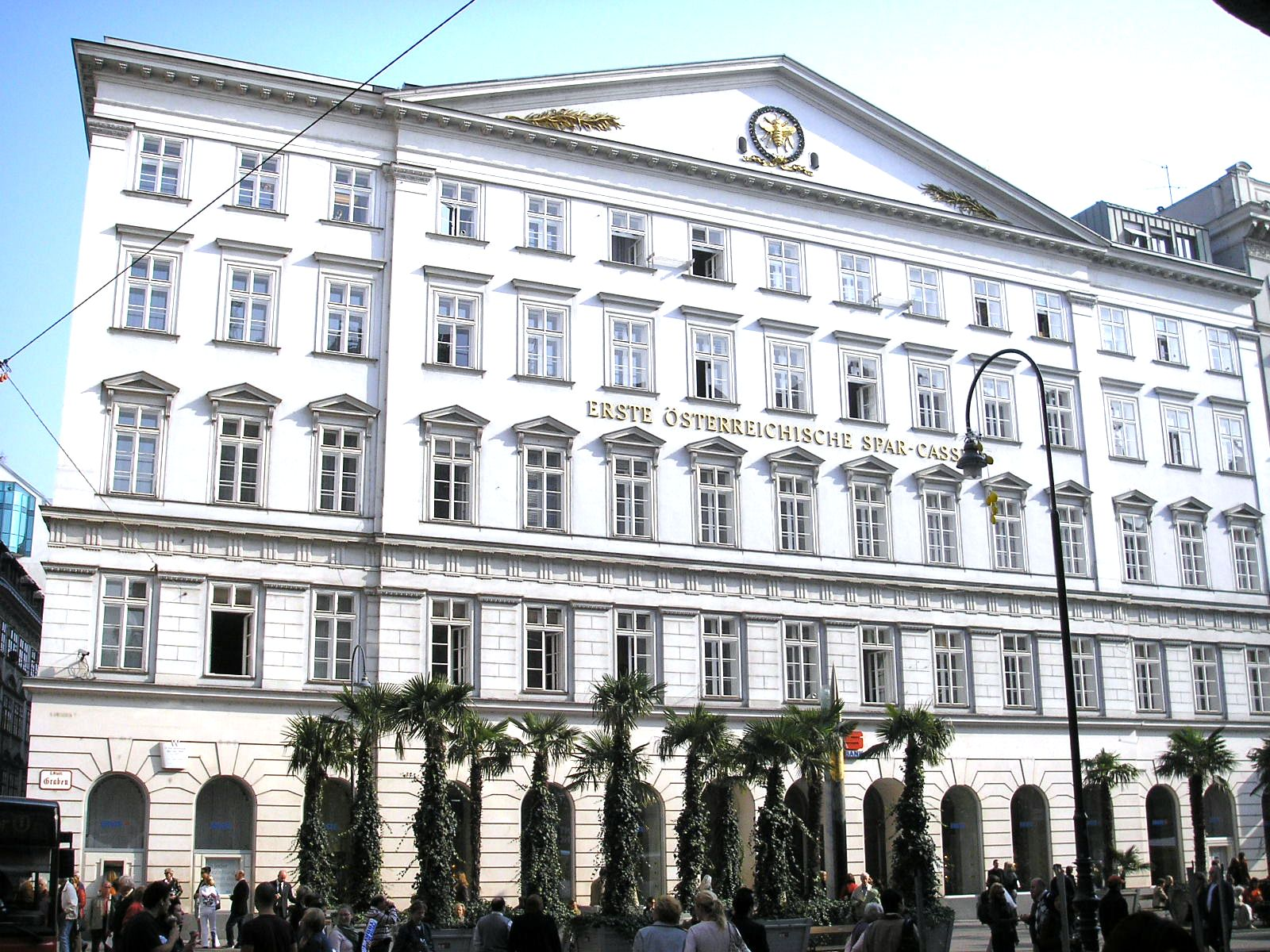
Sede del Erste Bank.

Erste Bank der oesterreichischen Sparkassen AG o, simplemente, Erste Bank es una caja de ahorros de Austria y uno de los consorcios bancarios más importantes de dicho país.
Esta institución posee subsidiarias en varios países de los Balcanes, Europa Central y Oriental; aunque en otros países también está presente como la empresa matriz de varias instituciones bancarias como Česká spořitelna (República Checa), Slovenská sporiteľňa (Eslovaquia) y Banca Comercială Română (Rumanía).

## Historia
Este banco fue fundado en 1819 a iniciativa de Johann Baptist Weber, párroco de St.Leopold en Viena. Su nombre original era Verein der Ersten österreichischen Spar-Casse (Asociación de la primera caja de ahorros de Austria).
Tras la anexión alemana de Austria, el nombre del banco cambió a Die Erste, omitiendo el uso del adjetivo österreichisch (austríaco).
El banco actual es el resultado de la fusión en 1997 del antiguo Erste österreichische Spar-Casse con otro llamado GiroCredit.
El Erste Bank cotiza en la Bolsa de Viena y en la de Praga desde noviembre de 1997 y octubre de 2002, respectivamente. Forma parte de los índices bursátiles austríaco ATX y el checo PX.
CaixaBank participa en un 10% de su capital.